# Davit Bakradze
Pour les articles homonymes, voir Bakradze.
Davit Bakradze (en géorgien : დავით ბაქრაძე, phonétiquement davite bakradzé), aussi traduit David Bakradze, né le 1er juillet 1972 à Tbilissi, est un homme politique géorgien, président du Parlement de 2008 à 2012,.

## Biographie

### Études
Il est diplômé de l'université d'État de Tbilissi en sciences physiques et en mathématiques.

### Fonctionnaire (1997-2003)
Après avoir travaillé au ministère des Affaires étrangères de 1997 à 2002, il rejoint le Conseil national de sécurité.

### Parlementaire (2004 à 2008)
Le 28 mars 2004, Davit Bakradze est élu député au Parlement de Géorgie sous l'étiquette du Mouvement national uni (MNU) -parti du président Saakachvili qui remporte 135 sièges sur 150-.

### Ministre (2008)
Il exerce brièvement les fonctions de ministre des Affaires étrangères du 31 janvier au 24 avril 2008 en remplacement de Guéla Béjouachvili.

### Président du Parlement (2008 à 2012)
À l'issue des élections législatives géorgiennes du 21 mai 2008 émaillées d'incidents, il est appelé à la présidence du parlement le 7 juin 2008 afin de remplacer Nino Bourdjanadzé qui a pris ses distances par rapport à la majorité présidentielle, fonction qu'il occupe jusqu'au 21 octobre 2012, date de la défaite de son parti aux élections législatives géorgiennes de 2012.

### Candidat à la présidentielle (2013)
Davit Bakradze est désigné par le Mouvement national uni candidat à l'élection présidentielle du 27 octobre 2013, Mikheil Saakachvili ne pouvant se représenter ayant exercé deux mandats successifs. Dans un contexte difficile -la coalition du Rêve géorgien du Premier ministre Bidzina Ivanichvili ayant déjà obtenu la majorité législatives en 2012, il recueille 22 % des voix et son adversaire Guiorgui Margvelachvili est élu avec 62 % des suffrages.

### Parlementaire (depuis 2012)
Il devient le chef de l'opposition dans la législature de 2012  à 2016, ainsi qu'au début de la législature suivante avant la scission au sein du Mouvement national uni.